# Politique aux Bermudes
La politique aux Bermudes s'inscrit dans le cadre d'un système d'autogouvernance au sein de la Couronne britannique. L'archipel des Bermudes constitue le plus ancien territoire britannique d'outre-mer et le plus ancien territoire britannique d'outre-mer autonome. Il dispose en effet d'un large degré d'autonomie, grâce à l'autorité et aux rôles de gouvernance qui lui sont délégués par le gouvernement du Royaume-Uni, qui est responsable en dernier ressort de la gouvernance de l'ensemble du territoire britannique.
Sur le plan interne, les Bermudes sont une dépendance démocratique représentative parlementaire. Le pouvoir judiciaire est indépendant du pouvoir exécutif et du pouvoir législatif. Le Premier ministre (en anglais : Premier) est le chef du gouvernement, et il existe un système multipartite. Le Parlement des Bermudes a tenu sa première session en 1620, ce qui en fait le troisième plus ancien parlement ininterrompu au monde. Officiellement, la défense militaire relève de la responsabilité du gouvernement du Royaume-Uni, mais des forces militaires ont pu être levées en vertu de la législation locale, comme le Royal Bermuda Regiment (en) (RBR).
Les Bermudes sont représentées par des délégations britanniques au sein de l'Organisation des Nations unies et de ses agences connexes. Le Comité spécial de la décolonisation inclut l'archipel dans la liste des territoires non autonomes, une liste de territoires que l'ONU considère comme non décolonisés.

## Pouvoir exécutif
| Fonction         | Nom              | Parti | Depuis le        |
| ---------------- | ---------------- | ----- | ---------------- |
| Roi              | Charles III      |       | 8 septembre 2022 |
| Gouverneur       | Rena Lalgie (en) |       | 14 décembre 2020 |
| Premier ministre | David Burt       | PLP   | 19 juillet 2017  |

Les Bermudes faisant partie du Royaume-Uni, le roi Charles III en est le chef de l'État. Le monarque est représenté dans l'archipel par un gouverneur. Celui-ci a des responsabilités particulières dans quatre domaines : les affaires étrangères, la défense, la sécurité intérieure et le maintien de l'ordre.
Le Premier ministre est le chef du gouvernement. Il est choisi parmi les députés du parti majoritaire à l'Assemblée des Bermudes.

## Pouvoir législatif
Le Parlement est composé de deux chambres : l'Assemblée et le Sénat. L'Assemblée était initialement composée de 40 membres issus de 20 circonscriptions (deux représentants par circonscription) pour un mandat n'excédant pas cinq ans. Comme les circonscriptions, basées sur les anciennes limites des paroisses, contenaient des nombres d'électeurs très différents, ce fonctionnement est remplacé en 2002 par une chambre de 36 membres élus dans des circonscriptions électorales à siège unique et d'une population à peu près égale pour un mandat de cinq ans. Le Sénat, appelé Conseil législatif jusqu'en 1980, siège en même temps que l'Assemblée. Il est composé de 11 sénateurs nommés par le gouverneur : cinq en consultation avec le Premier ministre, trois en consultation avec le chef de l'opposition et trois à la discrétion du gouverneur.

## Pouvoir judiciaire
La Cour suprême des Bermudes est compétente pour la plupart des affaires civiles. Elle s'occupe également des procès sur acte d'accusation (c'est-à-dire des affaires pénales les plus graves), peut contrôler judiciairement l'action du gouvernement conformément aux principes du droit administratif et recevoir des requêtes sur les lois ou les actes publics jugés contraires à la Constitution des Bermudes. Elle est également compétente en appel pour les affaires émanant du tribunal d'instance (en anglais : Magistrates' Court).
Le Comité judiciaire du Conseil privé est la juridiction de dernier ressort pour toutes les affaires concernant les Bermudes.

## Découpage territorial

Les 9 paroisses des Bermudes.

Les Bermudes comptent deux entités municipales infranationales : la ville de Hamilton et la ville de Saint George's. Il existe également neuf paroisses traditionnelles. Elles disposaient jusqu'à la fin du XXe siècle de leurs propres conseils communautaires chargés de fonctions telles que l'enregistrement des naissances. Aujourd'hui, les paroisses n'ont plus aucun rôle administratif ou juridique.
Les paroisses des Bermudes sont les suivantes, :
- Sandys ;
- Southampton ;
- Warwick ;
- Paget ;
- Pembroke ;
- Devonshire ;
- Smith's ;
- Hamilton ;
- Saint George's.

### Sites officiels
- (en) « The Governor of Bermuda », sur gov.bm (consulté le 26 juin 2023).
- (en) « Government of Bermuda », sur gov.bm (consulté le 26 juin 2023).
- (en) « Bermuda Parliament », sur parliament.bm (consulté le 26 juin 2023).

### Autres liens externes
- (en) « Bermuda government structure and political parties », sur countryreports.org (consulté le 27 juin 2023).